# 1939年教宗選舉秘密會議
1939年教宗選舉秘密會議因教宗庇護十一世在1939年2月10日因心臟病發離世後而召集舉行。會議從1939年3月1日開始，經過三輪投票後，在3月2日17時30分，會議舉行地西斯廷小堂的煙囪冒出白煙，表示樞機團已選出新教宗，當選者為意大利籍樞機尤金·瑪利亞·朱塞佩·喬凡尼·派契利，並取名號為「庇護」。

## 背景
1939年2月10日，庇護十一世於梵蒂岡宗座宮離世，終年81歲。庇護十一世離世19天後，1939年教宗選舉秘密會議於1939年3月1日正式開始。
根據規定，樞機團團長Gennaro Granito Pignatelli di Belmonte樞機在自己不當選的前提下，將在選舉結束時詢問當選教宗是否接受選舉结果以及其教宗名號。如樞機團團長當選教宗，上述工作由樞機團副團長負責。

### 樞機選舉人
當時能夠參與該次秘密會議的共有62位樞機。

### 候選人
原則上，参加選舉的樞機可以投票給任何已受洗的成年男性天主教徒（即樞機可以投票給非樞機者）。然而，自1378年以來選出的教宗都是樞機。
| 樞機選舉人分布 |                              |
| -------------- | ---------------------------- |
| 意大利         | 35                           |
| 歐洲其餘部分   | 20                           |
| 北美洲         | 4                            |
| 拉丁美洲       | 2                            |
| 非洲           | 0                            |
| 亞洲           | 1                            |
| 大洋洲         | 0                            |
| 出席選舉人     | 62                           |
| 缺席           | 0                            |
| 前任教宗       | 庇護十一世（1922年至1939年） |
| 新任教宗       | 庇護十二世（1939年至1958年） |

## 日期
本次教宗選舉秘密會議在3月1日開始，於3月2日完結，為20世紀最短的教宗選舉秘密會議。
教宗本篤十五世於1914年規定選舉在宗座出缺後的15日起開始舉行。教宗當時設立這規定主要是因為教宗逝世或辭職後，各地的樞機可以有足夠時間到達梵蒂岡參與教宗選舉秘密會議。如各樞機於限期前已全部到達梵蒂岡則可提早舉行教宗選舉秘密會議。

## 選情
3月1日下午，西斯廷小堂的煙囪冒出了此次選舉的第一次黑煙，這也說明了第一輪投票已經結束，而且最高票者未達總數之三分之二多一票（35票），第一輪投票失敗。3月2日上午，樞機團達成了共識，於3月2日17時30分，西斯汀小堂的煙囪冒出了白煙，但煙的顏色令人分不清楚為白或黑。其後秘密會議的秘書告知梵蒂岡電台，煙的顏色的確為白色，代表投票成功並選出新教宗。 
樞機團首席助祭其後登上聖伯多祿大殿中央陽台向聖伯多祿廣場的信眾以拉丁語宣布新教宗的姓名及名號。該拉丁語的宣布如下：
|  | Annuntio vobis gaudium magnum: HABEMUS PAPAM! Eminentissimum ac Reverendissimum Dominum, Dominum Eugenium Sanctæ Romanæ Ecclesiæ Cardinalem Pacelli, qui sibi nomen imposuit Pium |

中文翻譯如下：
|  | 我十分高興向你們宣布： 我們有了教宗！ 他是最傑出和最可敬的 神聖羅馬教會尤金·派契利樞機 以「庇護」作為他的名號 |

新教宗的姓名為63歲的尤金·派契利樞機（Cardinal Eugenio Pacelli），並取名號為「庇護」。
新教宗隨後登上聖伯多祿大教堂中央陽台給予信眾首個宗座祝福（Apostolic Blessing），即「全城與全球」（Urbi et Orbi，全城指教宗駐地羅馬）的降福。